# Douville
Pour les articles homonymes, voir Douville (homonymie).
Douville est une commune française située dans le département de la Dordogne, en région Nouvelle-Aquitaine.

## Géographie

### Généralités
Comme d'autres lieux sous la même latitude, la commune de Douville est traversée par le 45e parallèle nord. Elle est donc située à égale distance du pôle Nord et de l'équateur, soit à environ 5 000 km.
Située dans le centre du département de la Dordogne, en limite du Bergeracois et du Landais, la commune est arrosée par la Crempse.
Le hameau de Douville, traversé par la route départementale (RD) 39, se situe en distances orthodromiques, onze kilomètres à l'ouest-sud-ouest de Vergt et dix-huit kilomètres au nord-nord-est de Bergerac. Un kilomètre et demi plus au sud-sud-est, la mairie est implantée au bourg de Pont-Saint-Mamet.
Outre la RD 42 au nord-est, la RD 39 en son centre et la RD 38 au sud, la commune est principalement desservie par la route nationale (RN) 21 qui passe à l'est de Pont-Saint-Mamet, traversé par la RD 6021 (l'ancien tracé de la RN 21.
Entre Grun-Bordas au nord-est et Montagnac-la-Crempse au sud-ouest, le sentier de grande randonnée GR 654 traverse le territoire communal sur plus de huit kilomètres, passant par Douville et Pont-Saint-Mamet.

### Communes limitrophes
Douville est limitrophe de huit autres communes dont Campsegret au sud par un quadripoint et Grun-Bordas au nord-est sur environ 400 mètres.
| Villamblard          | Bourrou    | Grun-Bordas, Saint-Mayme-de-Péreyrol |
|                      | Douville   | Beauregard-et-Bassac                 |
| Montagnac-la-Crempse | Campsegret | Saint-Martin-des-Combes              |

### Géologie et relief

#### Géologie
Situé sur la plaque nord du Bassin aquitain et bordé à son extrémité nord-est par une frange du Massif central, le département de la Dordogne présente une grande diversité géologique. Les terrains sont disposés en profondeur en strates régulières, témoins d'une sédimentation sur cette ancienne plate-forme marine. Le département peut ainsi être découpé sur le plan géologique en quatre gradins différenciés selon leur âge géologique. Douville est située dans le troisième gradin à partir du nord-est, un plateau formé de calcaires hétérogènes du Crétacé.
Les couches affleurantes sur le territoire communal sont constituées de formations superficielles du Quaternaire et de roches sédimentaires datant pour certaines du Cénozoïque, et pour d'autres du Mésozoïque. La formation la plus ancienne, notée c5d, date du Campanien 4, des calcaires crayo-marneux grisâtres et des calcaires graveleux bioclastiques à orbitoides. La formation la plus récente, notée CFvs, fait partie des formations superficielles de type colluvions carbonatées de vallons secs : sable limoneux à débris calcaires et argile sableuse à débris. Le descriptif de ces couches est détaillé dans  les feuilles « no 782 - Mussidan » et « no 806 - Bergerac » de la carte géologique au 1/50 000 de la France métropolitaine, et leurs notices associées,.

Carte géologique de Douville.

#### Relief et paysages
Le département de la Dordogne se présente comme un vaste plateau incliné du nord-est (491 m, à la forêt de Vieillecour dans le Nontronnais, à Saint-Pierre-de-Frugie) au sud-ouest (2 m à Lamothe-Montravel). L'altitude du territoire communal varie quant à elle entre 110 m à l'ouest, au confluent de la Crempse et du ruisseau de la Sauvetat, au nord du lieu-dit les Mailleries, et 233 m au nord-est, en bordure de la commune de Bourrou, au niveau de la route départementale 42.
Dans le cadre de la Convention européenne du paysage entrée en vigueur en France le 1er juillet 2006, renforcée par la loi du 8 août 2016 pour la reconquête de la biodiversité, de la nature et des paysages, un atlas des paysages de la Dordogne a été élaboré sous maîtrise d’ouvrage de l’État et publié en octobre 2020. Les paysages du département s'organisent en huit unités paysagères et 14 sous-unités. La commune fait partie du Périgord central, un paysage vallonné, aux horizons limités par de nombreux bois, plus ou moins denses, parsemés de prairies et de petits champs.
La superficie cadastrale de la commune publiée par l'Insee, qui sert de référence dans toutes les statistiques, est de 19,91 km2,,. La superficie géographique, issue de la BD Topo, composante du Référentiel à grande échelle produit par l'IGN, est également de 19,91 km2.

### Hydrographie

#### Réseau hydrographique
La commune est située dans le bassin de la Dordogne au sein du bassin Adour-Garonne. Elle est drainée par la Crempse, le Maurillas, le Tabac, le ruisseau de la Sauvetat et par un petit cours d'eau, qui constituent un réseau hydrographique de 19 km de longueur totale,.
La Crempse, d'une longueur totale de 26,22 km, prend sa source à Beauregard-et-Bassac et se jette dans l'Isle en rive gauche à Mussidan, face à Saint-Front-de-Pradoux,. Elle traverse la commune d'est en ouest sur trois kilomètres et demi.
Elle reçoit en rive droite trois de ses affluents, le Tabac, le Maurillas et le ruisseau de la Sauvetat. Deux d'entre eux servent de limite au territoire communal, le Tabac à l'est sur trois kilomètres, face à Beauregard-et-Bassac, et le ruisseau de la Sauvetat à l'ouest sur un kilomètre et demi, face à Montagnac-la-Crempse. Le Maurilas prend sa source dans le nord de la commune dont il arrose le territoire sur quatre kilomètres et demi.

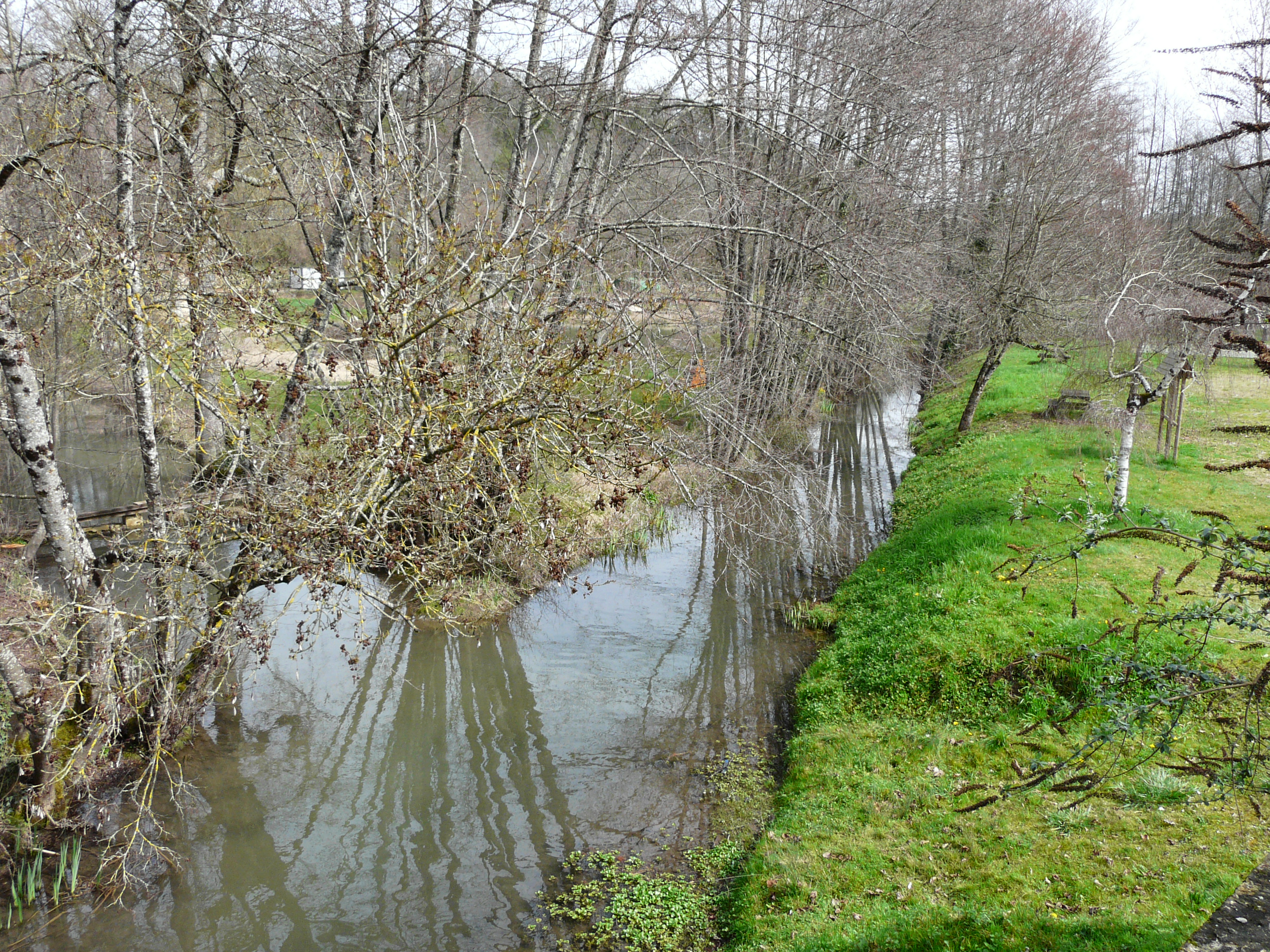
La Crempse à Pont-Saint-Mamet.
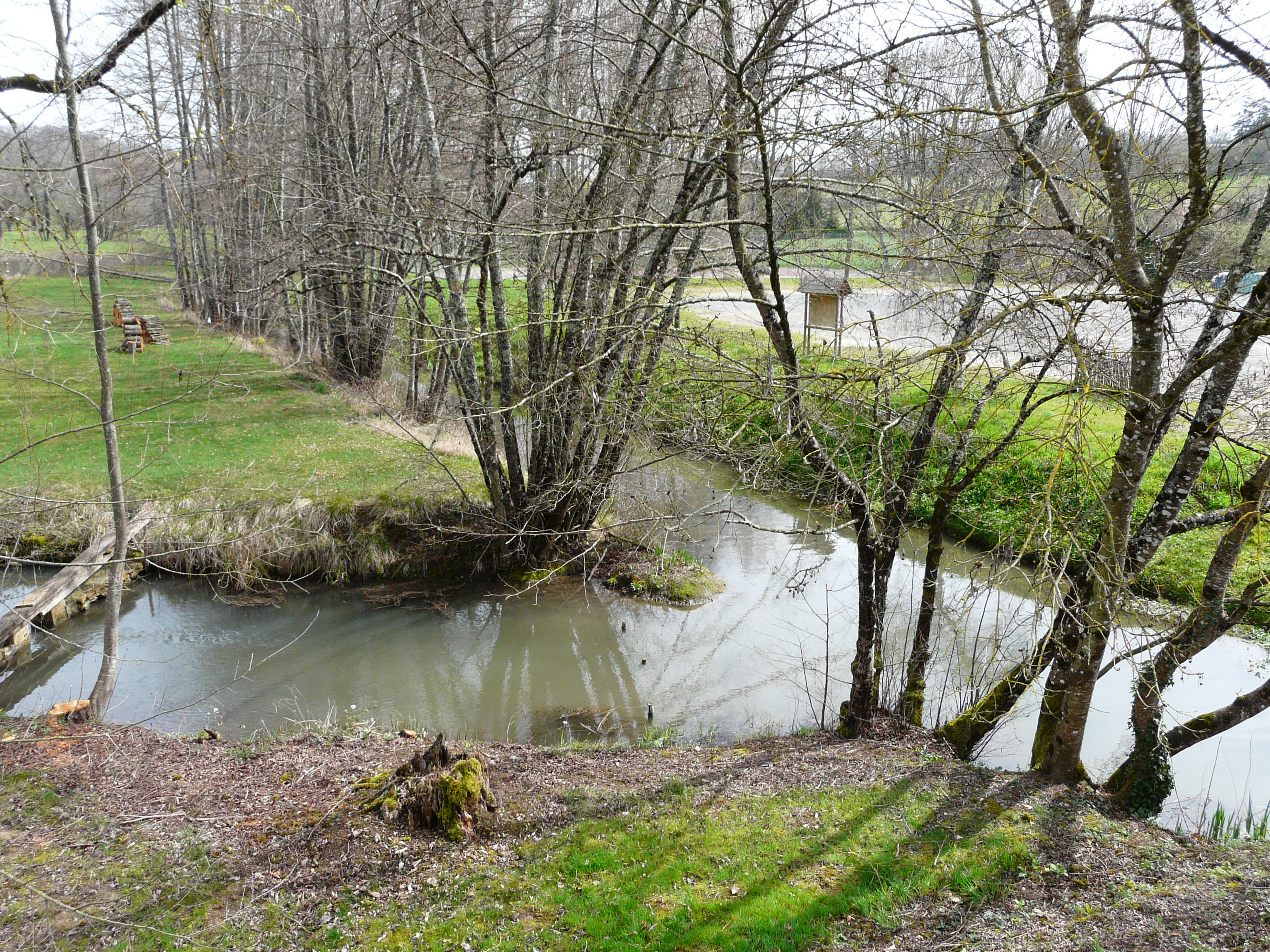
Idem.
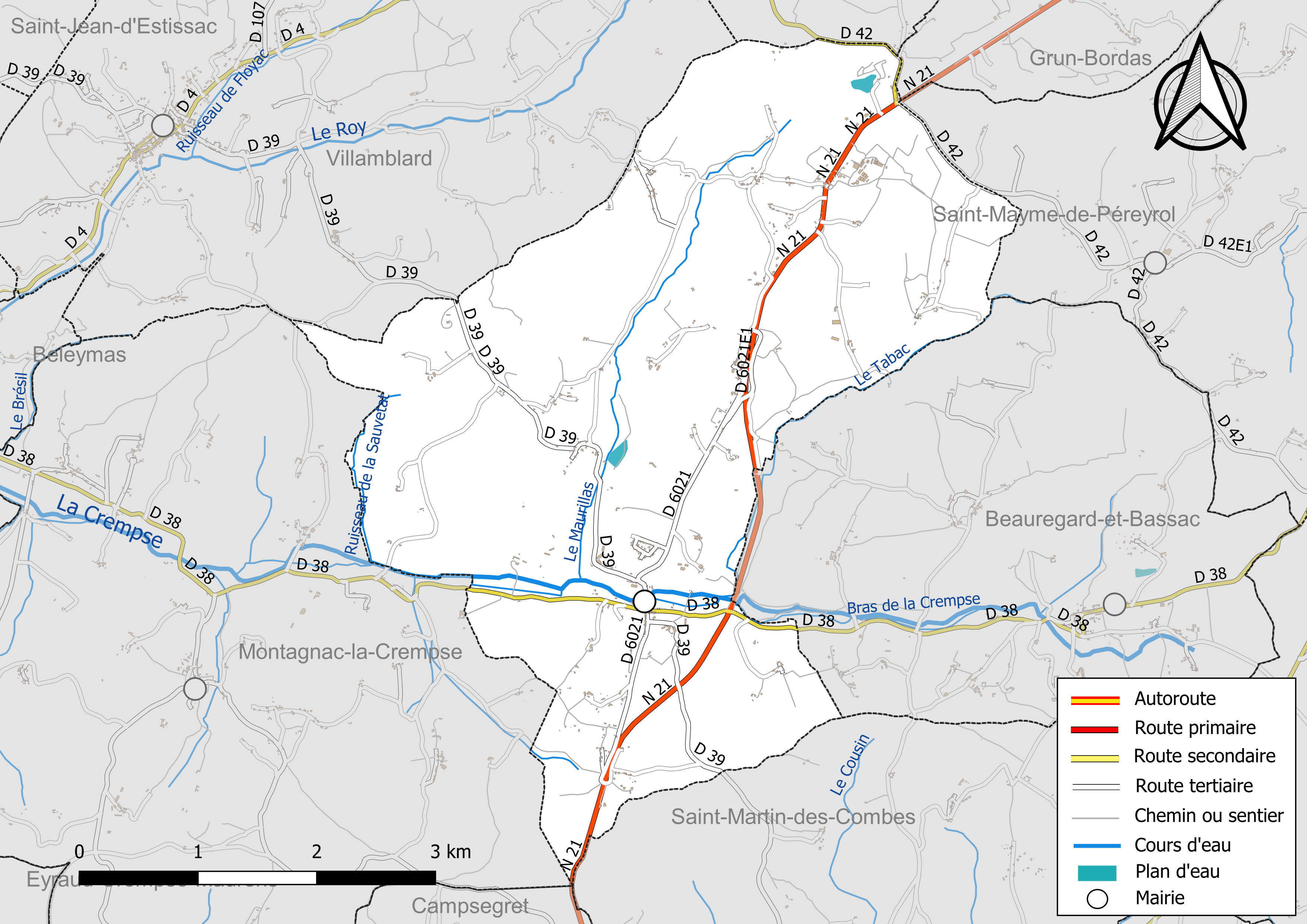
Réseaux hydrographique et routier de Douville.
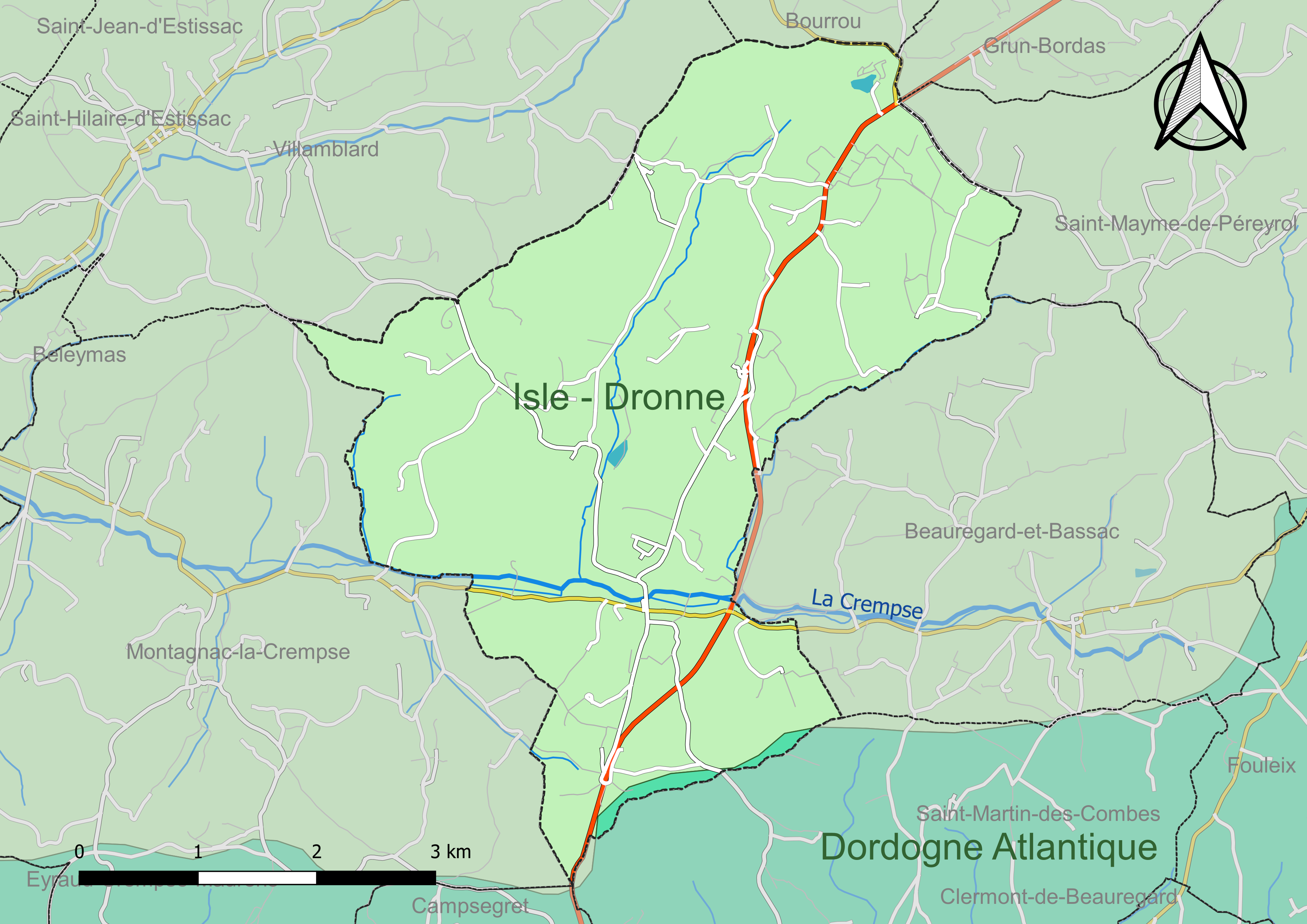
Carte des schémas d'aménagement et de gestion des eaux (SAGE) couvrant le territoire communal de Douville.

#### Gestion et qualité des eaux
Le territoire communal est couvert par les schémas d'aménagement et de gestion des eaux (SAGE) « Dordogne Atlantique » et « Isle - Dronne ». Le SAGE « Dordogne Atlantique », dont le territoire correspond au sous‐bassin le plus aval du bassin versant de la Dordogne (aval de la confluence Dordogne - Vézère)., d'une superficie de 2 700 km2 est en cours d'élaboration. La structure porteuse de l'élaboration et de la mise en œuvre est l'établissement public territorial de bassin de la Dordogne (EPIDOR). Le SAGE « Isle - Dronne », dont le territoire regroupe les bassins versants de l'Isle et de la Dronne, d'une superficie de 7 500 km2, a été approuvé le 2 août 2021. La structure porteuse de l'élaboration et de la mise en œuvre est également l'EPIDOR. Ils définissent chacun sur leur territoire les objectifs généraux d’utilisation, de mise en valeur et de protection quantitative et qualitative des ressources en eau superficielle et souterraine, en respect des objectifs de qualité définis dans le troisième SDAGE  du Bassin Adour-Garonne qui couvre la période 2022-2027, approuvé le 10 mars 2022.
La quasi-totalité du territoire communal dépend du SAGE Isle - Dronne. Au sud, seule une infime partie, en limite de Saint-Martin-des-Combes, est rattachée au SAGE Dordogne Atlantique.
La qualité des eaux de baignade et des cours d’eau peut être consultée sur un site dédié géré par les agences de l’eau et l’Agence française pour la biodiversité.

### Climat
Pour des articles plus généraux, voir Climat de la Nouvelle-Aquitaine et Climat de la Dordogne.
Historiquement, la commune est exposée à un climat océanique aquitain.  
En 2020, Météo-France publie une typologie des climats de la France métropolitaine dans laquelle la commune est exposée à un climat océanique altéré et est dans la région climatique  Aquitaine, Gascogne, caractérisée par une pluviométrie abondante au printemps, modérée en automne, un faible ensoleillement au printemps, un été chaud (19,5 °C), des vents faibles, des brouillards fréquents en automne et en hiver et des orages fréquents en été (15 à 20 jours).
Pour la période 1971-2000, la température annuelle moyenne est de 12,4 °C, avec  une amplitude thermique annuelle de 14,9 °C. Le cumul annuel moyen de précipitations est de 876 mm, avec 11,8 jours de précipitations en janvier et 6,6 jours en juillet. Pour la période 1991-2020, la température moyenne annuelle observée sur la station météorologique la plus proche, située sur la commune de Bergerac à 18 km à vol d'oiseau, est de 13,2 °C et le cumul annuel moyen de précipitations est de 792,9 mm,. Pour l'avenir, les paramètres climatiques de la commune estimés pour 2050 selon différents scénarios d’émission de gaz à effet de serre sont consultables sur un site dédié publié par Météo-France en novembre 2022.

## Urbanisme

### Typologie
Au 1er janvier 2024, Douville est catégorisée commune rurale à habitat très dispersé, selon la nouvelle grille communale de densité à 7 niveaux définie par l'Insee en 2022.
Elle est située hors unité urbaine. Par ailleurs la commune fait partie de l'aire d'attraction de Bergerac, dont elle est une commune de la couronne,. Cette aire, qui regroupe 73 communes, est catégorisée dans les aires de 50 000 à moins de 200 000 habitants,.

### Occupation des sols
L'occupation des sols de la commune, telle qu'elle ressort de la base de données européenne d’occupation biophysique des sols Corine Land Cover (CLC), est marquée par l'importance des territoires agricoles (53,5 % en 2018), une proportion sensiblement équivalente à celle de 1990 (54,1 %). La répartition détaillée en 2018 est la suivante : 
forêts (43,3 %), zones agricoles hétérogènes (42,1 %), prairies (11,4 %), milieux à végétation arbustive et/ou herbacée (3,2 %). L'évolution de l’occupation des sols de la commune et de ses infrastructures peut être observée sur les différentes représentations cartographiques du territoire : la carte de Cassini (XVIIIe siècle), la carte d'état-major (1820-1866) et les cartes ou photos aériennes de l'IGN pour la période actuelle (1950 à aujourd'hui).

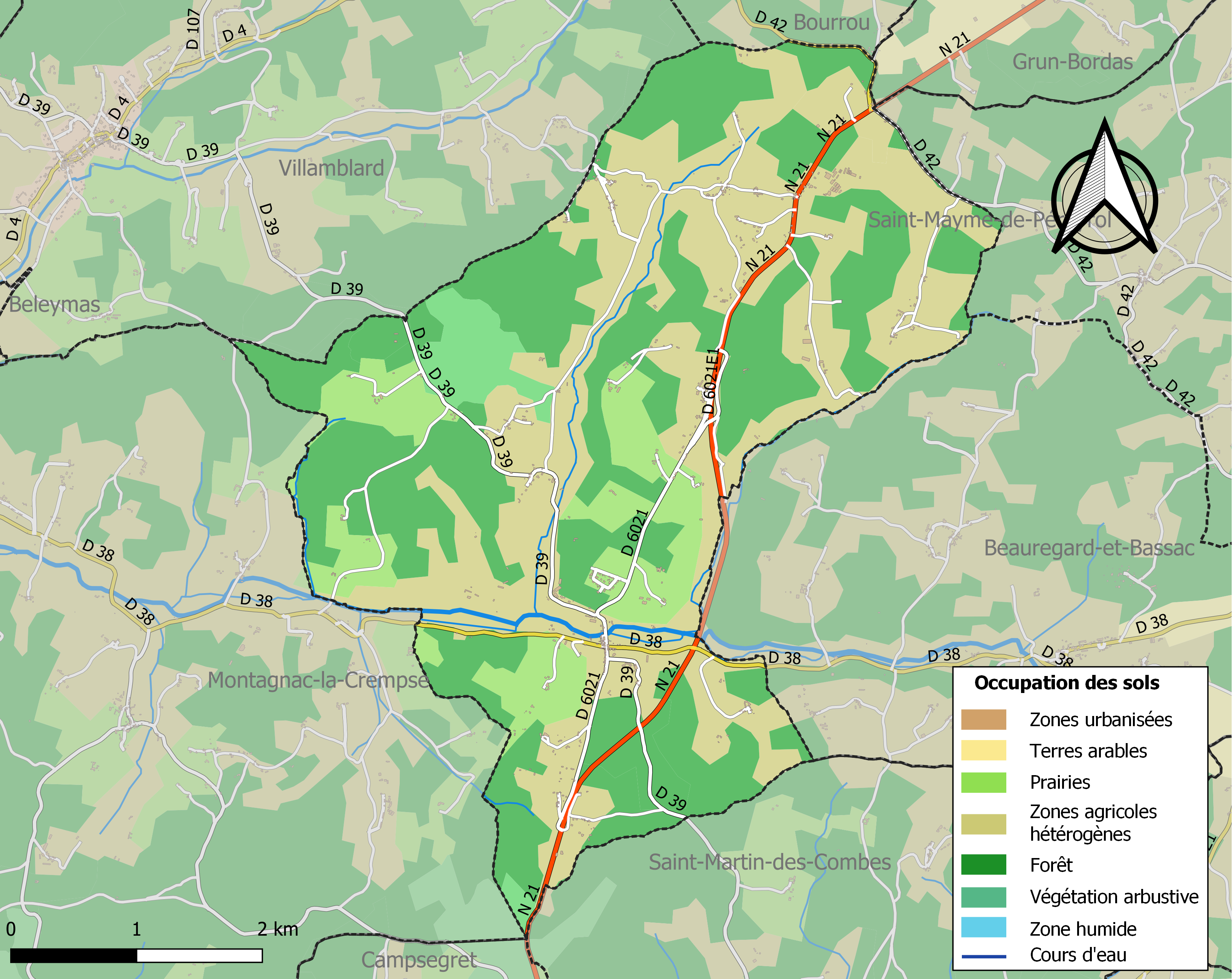
Carte des infrastructures et de l'occupation des sols de la commune en 2018 (CLC).

### Prévention des risques
Le territoire de la commune de Douville est vulnérable à différents aléas naturels : météorologiques (tempête, orage, neige, grand froid, canicule ou sécheresse), feux de forêts, mouvements de terrains et séisme (sismicité très faible). Il est également exposé à un risque technologique, le transport de matières dangereuses. Un site publié par le BRGM permet d'évaluer simplement et rapidement les risques d'un bien localisé soit par son adresse soit par le numéro de sa parcelle.

#### Risques naturels
Douville est exposée au risque de feu de forêt. L’arrêté préfectoral du 14 mars 2013 fixe les conditions de pratique des incinérations et de brûlage dans un objectif de réduire le risque de départs d’incendie. À ce titre, des périodes sont déterminées : interdiction totale du 15 février au 15 mai et du 15 juin au 15 octobre, utilisation réglementée du 16 mai au 14 juin et du 16 octobre au 14 février. En septembre 2020, un plan inter-départemental de protection des forêts contre les incendies (PidPFCI) a été adopté pour la période 2019-2029,.

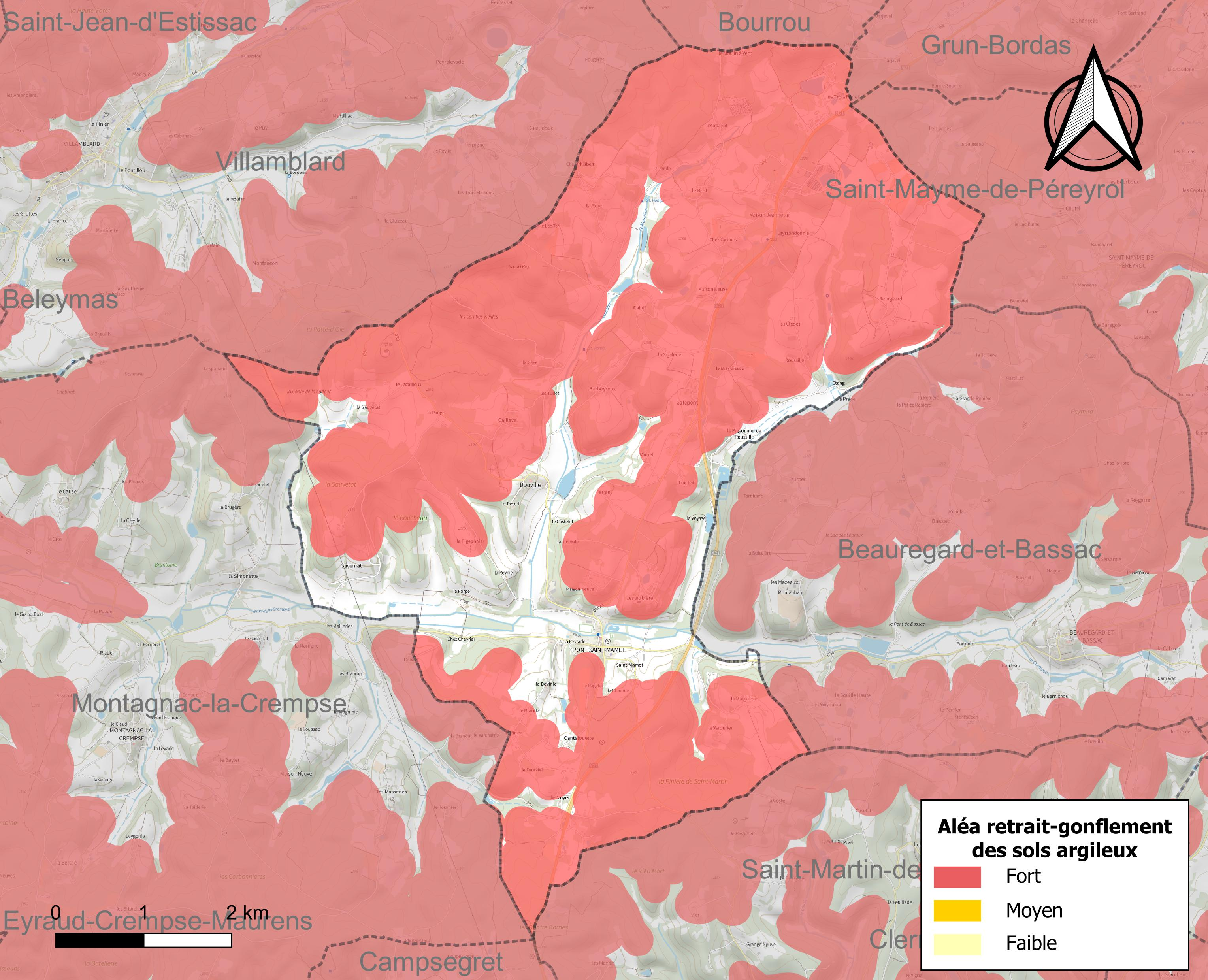
Carte des zones d'aléa retrait-gonflement des sols argileux de Douville.

Les mouvements de terrains susceptibles de se produire sur la commune sont des tassements différentiels. Le retrait-gonflement des sols argileux est susceptible d'engendrer des dommages importants aux bâtiments en cas d’alternance de périodes de sécheresse et de pluie. 79 % de la superficie communale est en aléa moyen ou fort (58,6 % au niveau départemental et 48,5 % au niveau national métropolitain). Depuis le 1er octobre 2020, en application de la loi ÉLAN, différentes contraintes s'imposent aux vendeurs, maîtres d'ouvrages ou constructeurs de biens situés dans une zone classée en aléa moyen ou fort,.
La commune a été reconnue en état de catastrophe naturelle au titre des dommages causés par les inondations et coulées de boue survenues en 1982, 1983 et 1999, par la sécheresse en 1989, 1991, 1992, 1995 et 2011 et par des mouvements de terrain en 1999.

## Toponymie
La première mention écrite connue du village remonte au XIIIe siècle sous la forme Douvilla, suivie aux XIVe et XVIe siècles de Dosvila puis Dovillo.
En occitan, la commune porte le nom de Dovila.
Il s'agit d'une formation toponymique médiévale en -ville au sens ancien de « domaine rural », dont le premier élément Dou- représente un anthroponyme selon le cas général. On peut identifier les noms de personnes germaniques Dodo ou encore Deudo, d'où le sens global de « domaine de Dodo » ou « domaine de Deudo ».
Remarque : Dodo est l'hypocoristique d'un anthroponyme germanique composé avec le thème DOD. Cependant, il ne subsiste aucune trace d'un [d] intervocalique dans les formes anciennes qui se serait amuï par la suite ou, du moins, durci en [t], on déduit par comparaison avec d'autres Douville, dont Douville-sur-Andelle (Normandie, Eure) attesté sous la forme Dotvilla vers 1028 - 1033 et Doville (Normandie, Manche) attesté sous la forme Dodville 1082.

## Histoire
La première mention écrite connue du village ne remonte qu'au XIIIe siècle, mais un établissement rural existait sans doute bien avant, puisque les formations toponymique en -ville (sauf exception notable) sont antérieures au XIe siècle.
En 1794, la commune de Le Pont-Saint-Mamet fusionne avec Douville. Les paroisses ont été réorganisées pendant la Révolution, Douville réunissant celles de Saint-Martin-des-Combes, Saint-Mamet et de Bassac.

## Politique et administration

### Rattachements administratifs et électoraux
Dès 1790, la commune de Douville est rattachée au canton de Montagnac qui dépend du district de Bergerac jusqu'en 1795, date de suppression des districts. En 1801, le canton est rattaché à l'arrondissement de Bergerac. Le canton de Montagnac est ensuite renommé en canton de Villamblard l'année suivante, à la suite du transfert du chef-lieu de canton depuis Montagnac vers Villamblard.
Dans le cadre de la réforme de 2014 définie par le décret du 21 février 2014, ce canton disparaît aux élections départementales de mars 2015. La commune est alors rattachée électoralement au canton du Périgord central.
En 2017, Douville est rattachée à l'arrondissement de Périgueux,.

### Intercommunalité
Fin 2001, Douville intègre dès sa création la communauté de communes du Pays de Villamblard. Celle-ci disparaît au 31 décembre 2016, remplacée au 1er janvier 2017 par la communauté de communes Isle et Crempse en Périgord.

### Administration municipale
La population de la commune étant comprise entre 100 et 499 habitants au recensement de 2017, onze conseillers municipaux ont été élus en 2020,.

### Liste des maires

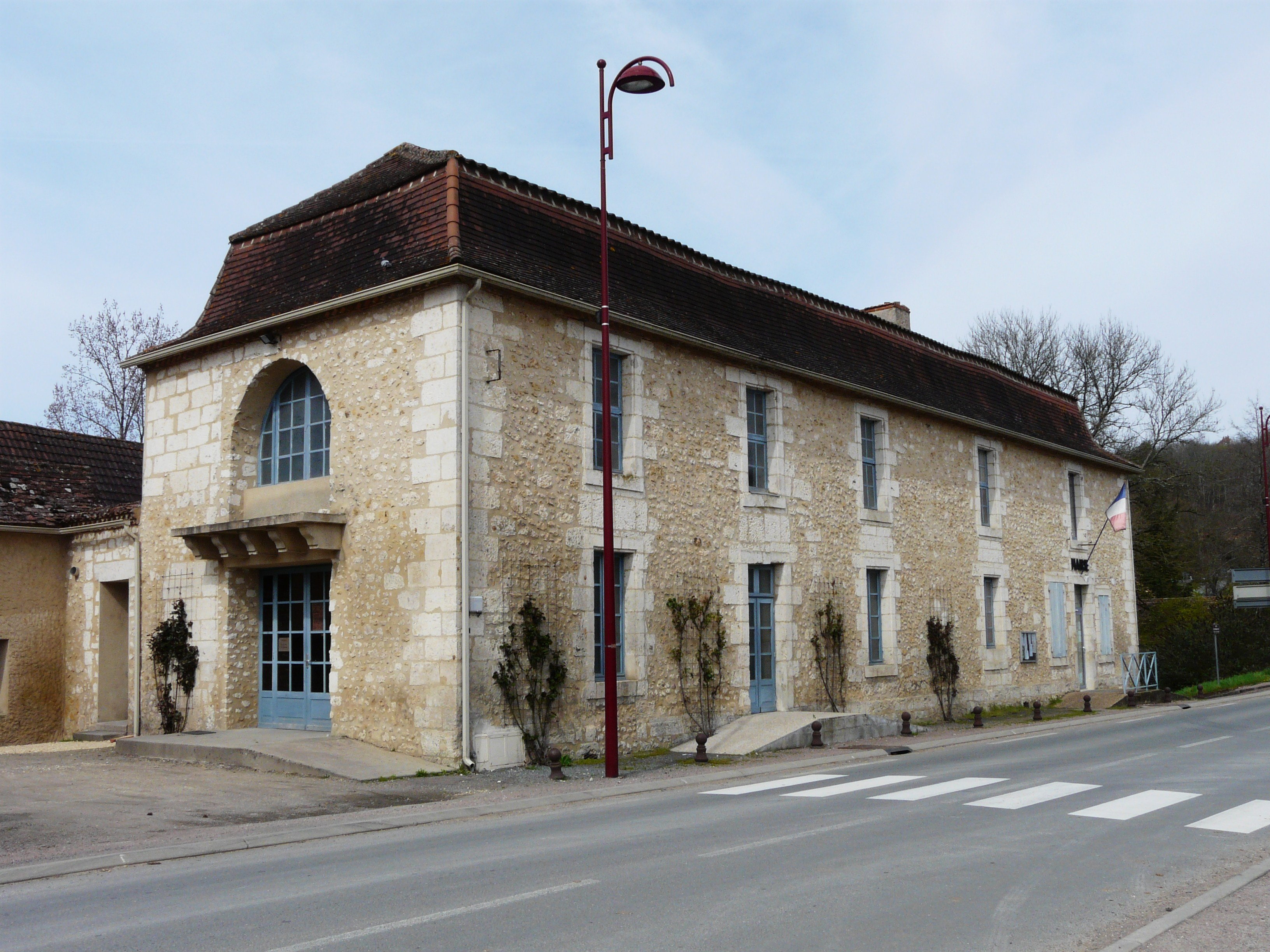
La mairie.

| Période                                  | Période      | Identité         | Étiquette    | Qualité                     |
| ---------------------------------------- | ------------ | ---------------- | ------------ | --------------------------- |
| Les données manquantes sont à compléter. |              |                  |              |                             |
|                                          |              |                  |              |                             |
| mars 1977                                | mars 2001    | Georges Chaverou | PCF          |                             |
| mars 2001                                | avril 2014   | Claude Fédou     | DVG puis PCF | Retraité                    |
| avril 2014                               | août 2014    | Jacques Meaux    |              |                             |
| août 2014                                | juillet 2020 | Claudine Goudeau | LaREM        | Retraitée de l’enseignement |
| juillet 2020                             | En cours     | Arnaud Juncker   |              |                             |

### Politique de développement durable
La commune a engagé une politique de développement durable en lançant une démarche d'Agenda 21.

## Équipements et services publics

### Enseignement
Douville dispose d'une école primaire à Pont-Saint-Mamet et est organisée en regroupement pédagogique intercommunal avec Montagnac-la-Crempse.

### Justice
Dans le domaine judiciaire, Douville relève : 
- du tribunal judiciaire, du tribunal pour enfants, du conseil de prud'hommes et du tribunal de commerce de Bergerac ;
- du pôle Nationalité du tribunal judiciaire de Périgueux (compétent uniquement dans le domaine de la nationalité) ;
- de la cour d'appel, du tribunal administratif et de la  cour administrative d'appel de Bordeaux.

## Population et société

### Démographie
L'évolution du nombre d'habitants est connue à travers les recensements de la population effectués dans la commune depuis 1793. Pour les communes de moins de 10 000 habitants, une enquête de recensement portant sur toute la population est réalisée tous les cinq ans, les populations de référence des années intermédiaires étant quant à elles estimées par interpolation ou extrapolation. Pour la commune, le premier recensement exhaustif entrant dans le cadre du nouveau dispositif a été réalisé en 2006.

En 2022, la commune comptait 456 habitants, en évolution de +0,66 % par rapport à 2016 (Dordogne : +0,37 %, France hors Mayotte : +2,11 %).
| 1793 | 1800 | 1806 | 1821 | 1831 | 1836 | 1841  | 1846  | 1851  |
| ---- | ---- | ---- | ---- | ---- | ---- | ----- | ----- | ----- |
| 795  | 772  | 740  | 893  | 995  | 970  | 1 111 | 1 130 | 1 001 |

| 1856 | 1861 | 1866 | 1872 | 1876 | 1881 | 1886 | 1891 | 1896 |
| ---- | ---- | ---- | ---- | ---- | ---- | ---- | ---- | ---- |
| 999  | 958  | 919  | 837  | 800  | 783  | 811  | 755  | 780  |

| 1901 | 1906 | 1911 | 1921 | 1926 | 1931 | 1936 | 1946 | 1954 |
| ---- | ---- | ---- | ---- | ---- | ---- | ---- | ---- | ---- |
| 762  | 720  | 661  | 539  | 555  | 488  | 459  | 405  | 385  |

| 1962 | 1968 | 1975 | 1982 | 1990 | 1999 | 2006 | 2011 | 2016 |
| ---- | ---- | ---- | ---- | ---- | ---- | ---- | ---- | ---- |
| 377  | 351  | 331  | 352  | 402  | 401  | 427  | 452  | 453  |

| 2021 | 2022 | - | - | - | - | - | - | - |
| ---- | ---- | - | - | - | - | - | - | - |
| 459  | 456  | - | - | - | - | - | - | - |

## Économie

### Emploi
En 2015, parmi la population communale comprise entre 15 et 64 ans, les actifs représentent 208 personnes, soit 46,0 % de la population municipale. Le nombre de chômeurs (neuf) a fortement diminué par rapport à 2010 (vingt-quatre) et le taux de chômage de cette population active s'établit à 4,3 %.

### Établissements
Au 31 décembre 2015, la commune compte soixante-quatre établissements, dont quarante au niveau des commerces, transports ou services, huit dans la construction, six dans l'agriculture, la sylviculture ou la pêche, six relatifs au secteur administratif, à l'enseignement, à la santé ou à l'action sociale, et quatre dans l'industrie.

## Culture locale et patrimoine

### Lieux et monuments
- Ruines du château de Roussille, XIIe et XIVe siècles
- Château de la Forge, XVIIe siècle
- Château de Lestaubière, XIXe siècle
- Château de Saint-Mamet, XVIIe siècle
- Château du Dougnou, (ou manoir du Dougnou)
- Église Saint-Front de Douville, XVIe siècle
- Église Saint-Mamet, XVIe et XIXe siècles

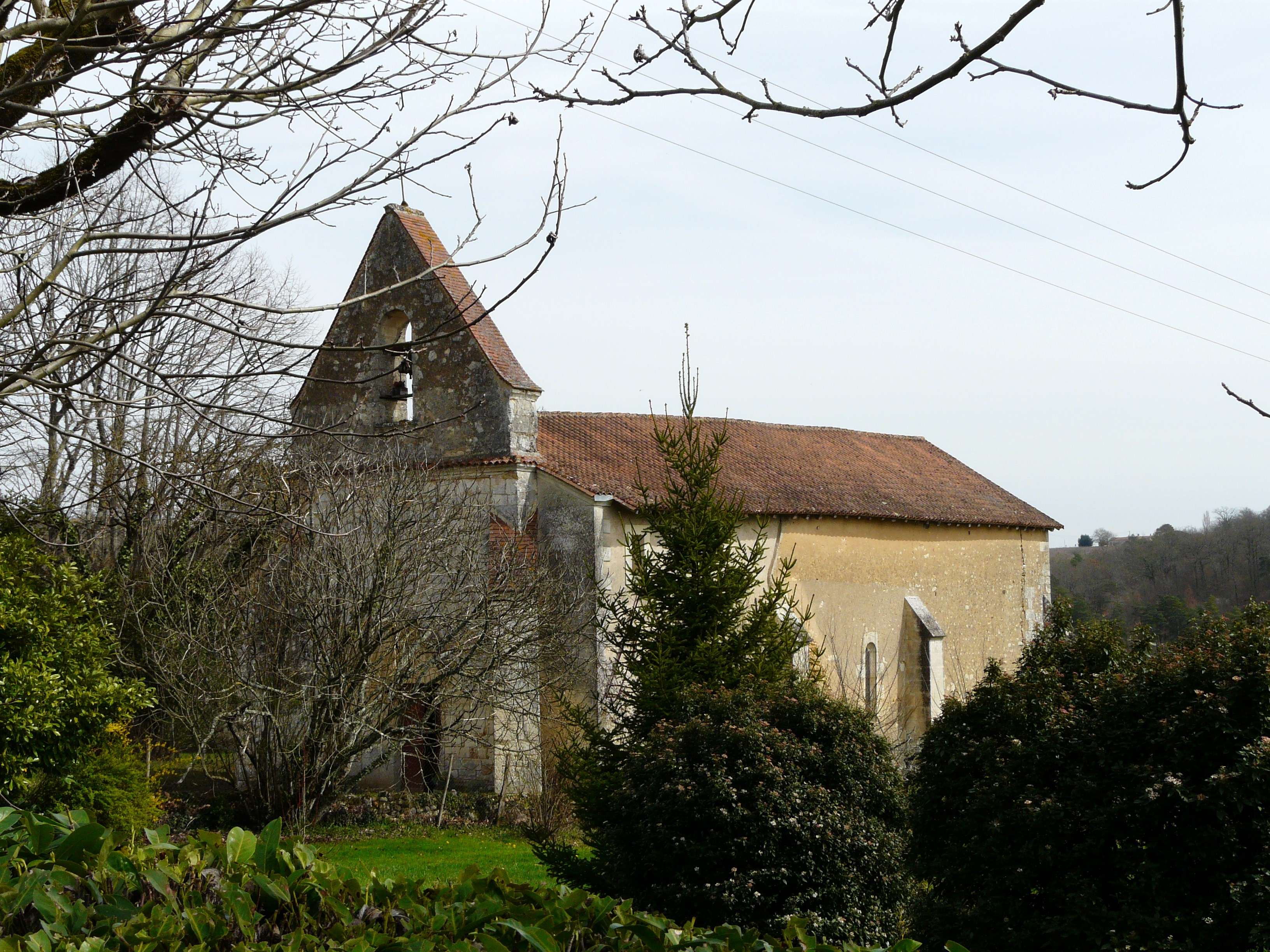
L'église Saint-Front.
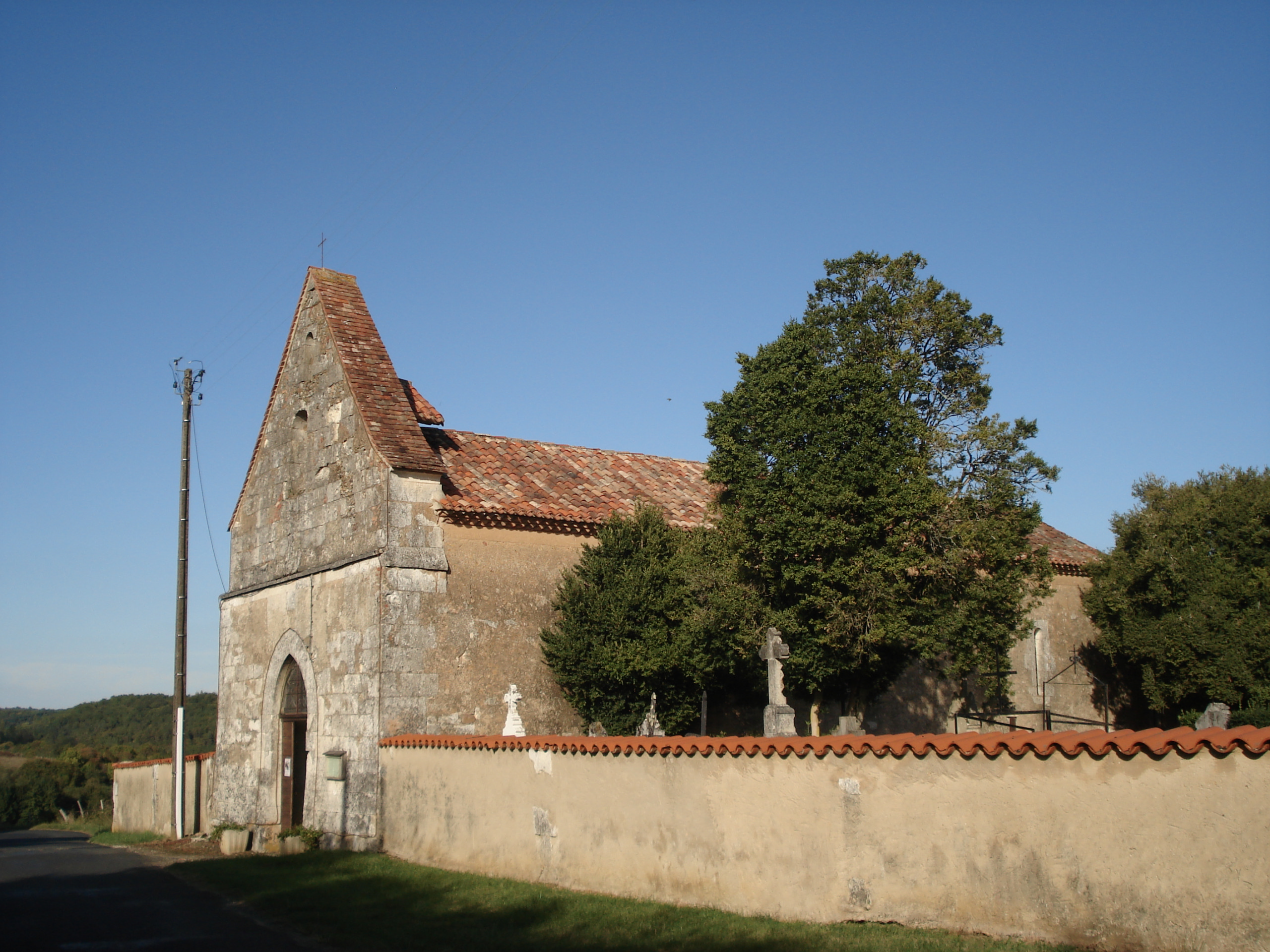
L'église Saint-Mamet.

### Personnalités liées à la commune
- Pierre-François Paulhiac de la Sauvetat (1739-1808), avocat, homme politique né et décédé à Douville, député du tiers état aux États généraux de 1789.
- Le ministre Paul Faure (1878-1960), est inhumé à Pont-Saint-Mamet.

### Héraldique
| Blason de Douville | Blason  | D'or à trois aigles de sable au vol abaissé et rangées en fasce; au chef de gueules chargé d'une croix de Malte d'argent accostée de deux croisettes du même. |
| Blason de Douville | Détails | Le statut officiel du blason reste à déterminer. |

## Pour approfondir